# Роберт Новак
Ро́берт Но́вак (англ. Robert Novak; 26 січня 1931 — 18 серпня 2009) — американський консервативний журналіст на прізвисько «князь темряви», який вів колонку в газеті Chicago Sun-Times, а також працював ведучим на телеканалі CNN. Новака вважають в США одним з патріархів колумністики, його політична колонка публікувалася довше за всіх в історії американської преси.

## Життєпис
Роберт Новак народився 26 січня 1931 року в Іллінойсі.
У 1963 році він і його колега і Роуланд Еванс почали вести колонку, присвячену новинам політики, в газеті New York Herald-Tribune. Після закриття видання в 1966 році журналісти стали співробітниками Chicago Sun-Times.
У 1980 році на телеканалі CNN початку виходила програма «Evans & Novak», в якій журналісти обговорювали питання політики. у 2005 році Новак був вимушений покинути CNN — керівництво каналу усунуло його з посади ведучого за те, що він посперечався із запрошеним як експерт аналітиком і нецензурно вилаявся в прямому ефірі.
Новак продовжив кар'єру на телеканалі Fox News. У 2003 році він став однією з ключових фігур скандалу навколо дружини американського дипломата Джозефа Вілсона Валері Плейм — журналіст повідомив, що вона була агентом ЦРУ.
У серпні 2008 року журналіст вирішив залишити роботу і зосередитися на лікуванні пухлини, яку йому діагностували в червні того ж року. Лікарі, які спостерігали Новака, оцінювали стан його здоров'я як важкий. Новак помер 18 серпня 2009 у себе удома у Вашингтоні, він проходив черговий курс лікування в одній з клінік і повернувся додому, де відновлювався після процедур. Причиною смерті 78-річного політичного оглядача стала ракова пухлина мозку.